# Чемпіонат Франції з тенісу 1900
Чемпіонат Франції з тенісу 1900 — 10-й розіграш Відкритого чемпіонату Франції. Переможцем у чоловічому одиночному розряді вчетверте поспіль став Поль Еме, а разом із Полом Лебертоном він здобув третю перемогу в парному розряді. Чемпіонкою серед жінок стала Елен Прево.

## Дорослі

### Чоловіки, одиночний розряд
Поль Еме переміг у фіналі  Алана Прево 6-3 6-0

### Жінки, одиночний розряд
Елен Прево

### Чоловіки, парний розряд
Поль Еме /  Пол Лебертон